# 格納吉夫卡 (姆利尼夫區)
50°24′33″N 25°35′11″E / 50.40917°N 25.58639°E
格納吉夫卡（烏克蘭語：Гнатівка），是烏克蘭西北部的村莊，隸屬里夫內州的杜布諾區。該村始建於1928年，面積1.61平方公里，海拔高度252米，2001年人口185，人口密度每平方公里114.6人。